# Małgorzata Jankun-Woźnicka
Małgorzata Jankun-Woźnicka (ur. 27 października 1963 w Lidzbarku Warmińskim) – polska ichtiolog, specjalistka w zakresie cytogenetyki i genetyki ryb, profesor nauk rolniczych, profesor zwyczajny Uniwersytetu Warmińsko-Mazurskiego w Olsztynie.

## Życiorys
W 1987 ukończyła studia z zakresu rybactwa na Akademii Rolniczo-Technicznej w Olsztynie. Doktoryzowała się w 1992 na uczelni macierzystej w oparciu o pracę pt. Chromosomy ryb łososiowatych ze szczególnym uwzględnieniem rozwoju Coregonus, której promotorem był prof. Mirosław Łuczyński. Stopień naukowy doktora habilitowanego uzyskała w 2001 na Uniwersytecie Warmińsko-Mazurskim w Olsztynie na podstawie rozprawy zatytułowanej Mapa cytogenetyczna trzech gatunków ryb z rodzaju Coregonus: lokalizacja wybranych sekwencji DNA. Tytuł naukowy profesora nauk rolniczych otrzymała 3 kwietnia 2009.
Związana z Akademią Rolniczo-Techniczną i Uniwersytetem Warmińsko-Mazurskim w Olsztynie, na którym doszła do stanowiska profesora zwyczajnego. W latach 2002–2004 kierowała Zakładem Genetyki Ewolucyjnej, natomiast w latach 2005–2006 była kierownikiem Katedry Ichtiologii. W kadencji 2016–2020 została wybrana na prodziekana Wydziału Nauk o Środowisku.
Była członkiem Centralnej Komisji do Spraw Stopni i Tytułów w kadencji 2013–2016.
Specjalizuje się w cytogenetyce i genetyce ryb. Opublikowała ponad 100 prac, była promotorką w trzech przewodach doktorskich.